# Maison au 10, rue des Tanneurs à Sarrewerden
La maison au 10, rue des Tanneurs est un monument historique situé à Sarrewerden, dans le département français du Bas-Rhin.

## Localisation
Ce bâtiment est situé au 10, rue des Tanneurs et au 35, Grand-Rue à Sarrewerden.

## Historique
L'édifice fait l'objet d'une inscription au titre des monuments historiques depuis 1934.

## Architecture

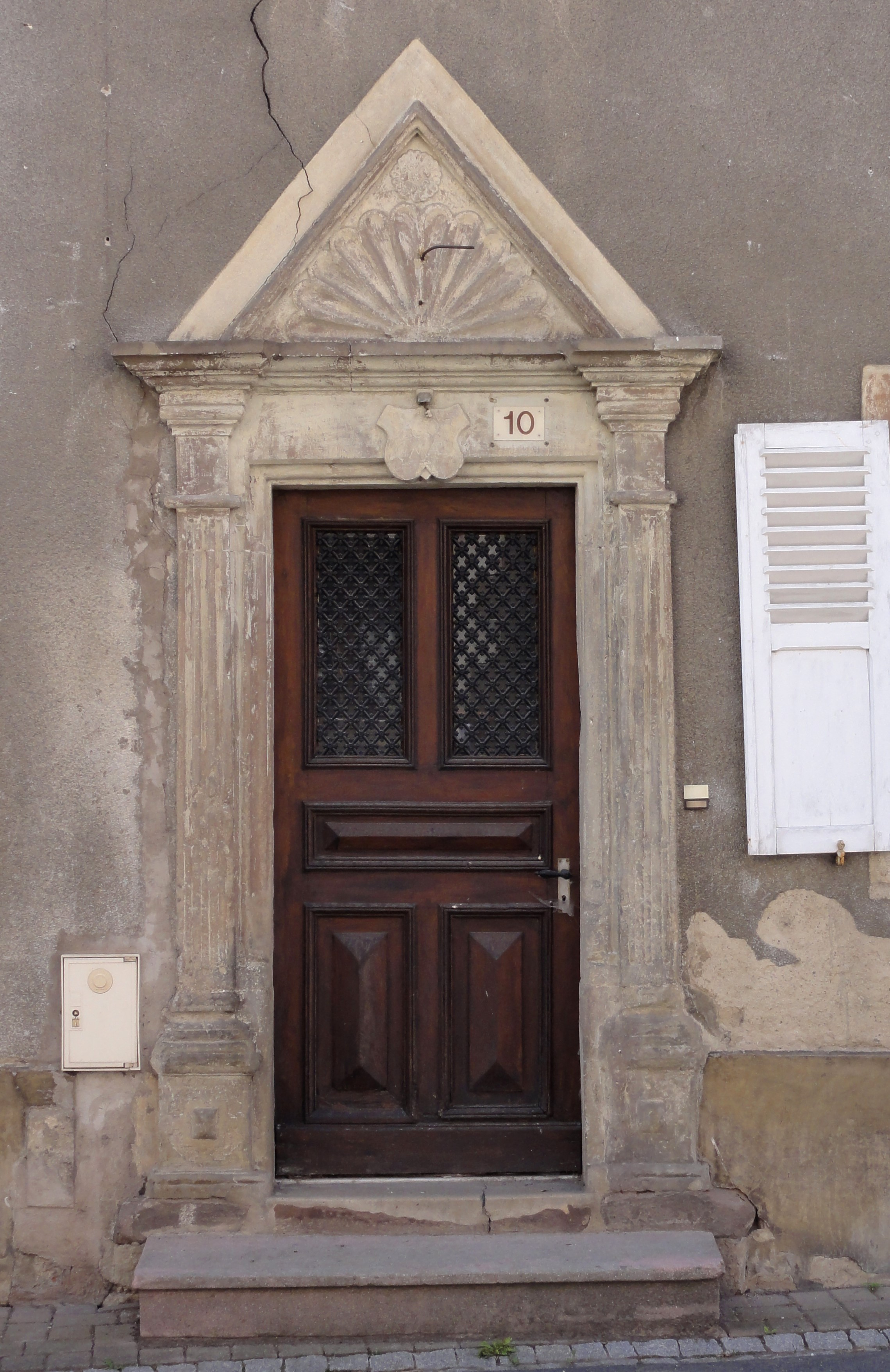